# Беркетт, Клифф
Кли́ффорд Бе́ркетт (англ. Clifford Birkett; 17 сентября 1933 — 11 января 1997), более известный как Клифф Беркетт (англ. Cliff Birkett) — английский футболист, нападающий.

## Биография
Уроженец Хейдока, графство Ланкашир, с 1948 по 1949 год Беркетт выступал за школьную сборную Англии по футболу. В 1949 году подписал любительский контракт с клубом «Манчестер Юнайтед», а в октябре 1950 года — профессиональный контракт. 2 декабря 1950 года дебютировал в основном составе «Манчестер Юнайтед» в матче Первого дивизиона против «Ньюкасл Юнайтед», заменив травмированного Томми Богана. Неделю спустя забил свой первый гол за «Юнайтед» в матче против «Хаддерсфилд Таун». Всего в сезоне 1950/51 провёл за команду 9 матчей, в которых забил 2 мяча. В последующие сезоны за основную команду не выступал, проиграв конкуренцию Гарри Макшейну и Джонни Берри, и играл за резервистов. Был игроком клуба до июня 1956 года, после чего перешёл в «Саутпорт».
Дебютировал за «Саутпорт» 1 августа 1956 года в матче Третьего северного дивизиона против «Сканторп Юнайтед», отличившись забитым мячом. В составе команды провёл сезон 1956/57, сыграв 19 матчей (14 в лиге, 2 — в Кубке Англии и 3 — в Кубке Ланкашира) и забив 5 мячей. По окончании сезона покинул клуб в качестве свободного агента.
Впоследствии играл за команды «Кромптон Рекриэйшн», «Уиган Роверс» и «Маклсфилд Таун». В «Маклсфилде» сыграл 23 матча и забил 7 мячей в сезоне 1959/60.
Умер в Хейдоке в 1997году в возрасте 63 лет. Два его брата, Ронни и Уилф, также были профессиональными футболистами.

## Статистика выступлений
| Клуб              | Сезон            | Лига | Лига | Кубок | Кубок | Итого | Итого |
| Клуб              | Сезон            | Игры | Голы | Игры  | Голы  | Игры  | Голы  |
| ----------------- | ---------------- | ---- | ---- | ----- | ----- | ----- | ----- |
| Манчестер Юнайтед | 1950/51          | 9    | 2    | 4     | 0     | 13    | 2     |
| Манчестер Юнайтед | Итого            | 9    | 2    | 4     | 0     | 13    | 2     |
| Саутпорт          | 1956/57          | 14   | 3    | 2     | 0     | 39    | 5     |
| Саутпорт          | Итого            | 14   | 3    | 2     | 0     | 16    | 3     |
| Маклсфилд Таун    | 1959/60          | 19   | 7    | 0     | 0     | 19    | 7     |
| Маклсфилд Таун    | Итого            | 19   | 7    | 0     | 0     | 19    | 7     |
| Всего за карьеру  | Всего за карьеру | 42   | 12   | 6     | 0     | 48    | 12    |